# Мацулевич, Хенрик
Хе́нрик Йозеф Мацуле́вич (пол. Henryk Józef Maculewicz; род. 24 апреля 1950, Grudza, Нижнесилезское воеводство) — польский футболист, играл на позиции защитника; участник чемпионата мира 1978 года.

## Биография

### Клубная карьера
Летом 1971 года Мацулевич присоединился к краковской «Висле». Дебютировал за эту команду в Высшей лиге 7 августа 1971 года в матче против ЛКС, который «Висла» проиграла со счётом 3:0. В сезоне 1972/73 Хенрик стал основным игроком «Вислы». Мацукевич стал ключевым защитником в составе «Белой звезды» и был известен, как жёсткий и неуступчивый защитник, но при этом славился дальними ударами. В сезоне 1977/78 «Висла» завоевала чемпионский титул и тот сезон краковский клуб завершил с четырьмя поражениями, а Мацулевич в одном из матчей забил красивый гол с 45 метров.
В 1979 году переехал во Францию и присоединился к клубу «Ланс», за который играл в течение двух сезонов. В 1981 году Мацулевич перешёл в клуб низшего дивизиона «Париж», в котором он играл в течение трёх сезонов.

### Карьера в сборной
В составе сборной Польши Мацулевич принимал участие на чемпионате мира 1978 года, где был основным игроком и сыграл в 6 матчах на турнире. Всего за сборную Польши сыграл 23 матча, в которых не забил ни одного гола.